# Carl Küthmann

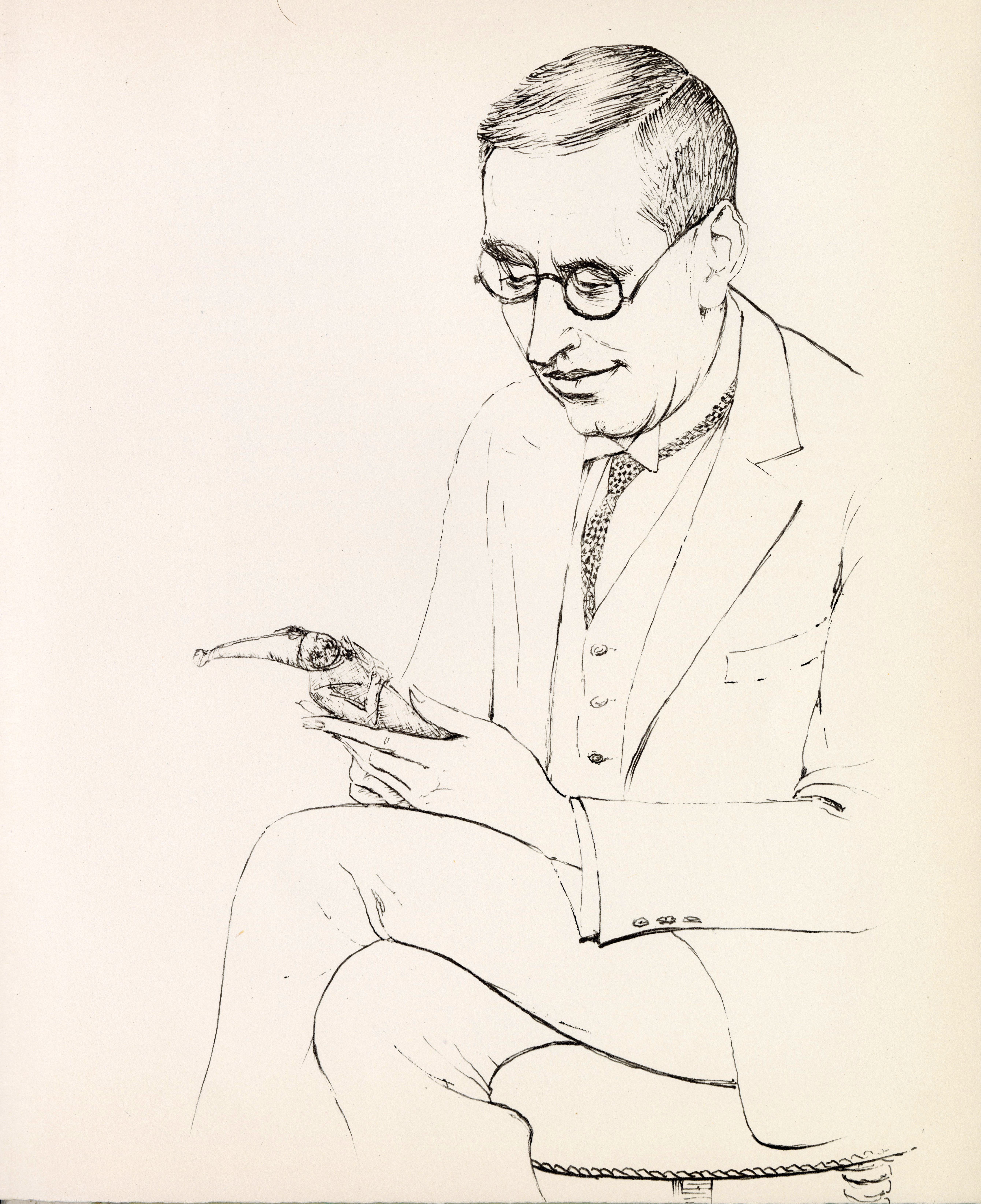
„Dr. Küthmann“ sitzend mit einer Kasperle-Figur in den Händen;
Zeichnung von August Heitmüller, um 1929

Carl Küthmann (* 8. Juni 1885 in Wendthöhe bei Stadthagen; † 17. März 1968 in Heidelberg) war ein deutscher Ägyptologe, Numismatiker und langjähriger Museumsdirektor im Kestner-Museums in Hannover.

## Leben
Carl Küthmann studierte nach dem Besuch des Kaiser-Wilhelm-Gymnasiums in Hannover (Abitur 1904) in Göttingen und Berlin. Am 7. März 1911 wurde er in Berlin bei Eduard Meyer und Adolf Erman mit der Dissertation „Die Ostgrenze Ägyptens“ promoviert. Nach seiner Promotion war er gelegentlich als Hilfsarbeiter am Kestner-Museum tätig, seit 1919 war er festangestellter Assistent am Kestner-Museum. Von 1920 bis 1937 war er Direktor des Museums. Unter ihm wirkte ab 1925 – als einzige wissenschaftliche Mitarbeiterin – die Biografin von August Kestner, Marie Jorns.
Zudem wirkte Küthmann auch als Direktor des Leibnizhauses.
1938 wurde Küthmann aus seinem Amt entlassen, da seine Frau, die promovierte Klassische Archäologin Hedwig Küthmann, geb. Kusel, als Jüdin galt; die folgenden Jahre lebte er in Grenzach. Vom 1. Oktober 1945 bis zu seinem Ruhestand Ende 1951 war er erneut Direktor des Museums.
Küthmann war der erste Ägyptologe am Kestner-Museum und trug wesentlich zum Ausbau von dessen ägyptischer Sammlung bei, u. a. 1935 durch den Ankauf eines großen Teils der Sammlung Friedrich Wilhelm von Bissing.
Sein Sohn war der Numismatiker Harald Küthmann (1922–2013).

## Schriften (Auswahl)
- Die Ostgrenze Ägyptens. Dissertation Berlin 1911.
- Katalog der antiken Skulpturen und kunstgewerblichen Geräte der Fideikommißgalerie des Gesamthauses Braunschweig-Lüneburg nebst einiger Stücke aus dem Besitz der Provinz, neu bearb. von Dr. phil. Carl Küthmann, Provinzial-Museum Hannover, Hannover: Riemschneider, (1914)
- Führer durch die Ausstellung Wienhäuser Teppiche und niedersächsischer Kirchenschätze im Leineschloß zu Hannover. Vom 1. - 9. Juni 1929, Hannover 1929.
- Erwerbungen des Kestner-Museums aus den Jahren 1920–1929 (aus: Hannoversche Geschichtsblätter, Jg. 1933), Hannover: Culemannsche Buchdruckerei, 1933
- Münzen als Denkmale seleukidischer Geschichte des II. Jahrhunderts vor Chr. für die Regierungen von Demetrios I. bis Tryphon, Heidelberg: Reichmann, 1954
- Beiträge zur byzantinischen Münzkunde, in: Schweizerische numismatische Rundschau Band 39, 1959, S. 49–58